# Epilampra mona
Epilampra mona är en kackerlacksart som beskrevs av Rehn, J. A. G. och Morgan Hebard 1927. Epilampra mona ingår i släktet Epilampra och familjen jättekackerlackor. Inga underarter finns listade i Catalogue of Life.